# Château-Garnier
Château-Garnier és un municipi francès situat al departament de la Viena i a la regió de la Nova Aquitània. L'any 2007 tenia 633 habitants.

## Demografia

### Població
El 2007 la població de fet de Château-Garnier era de 633 persones. Hi havia 248 famílies de les quals 88 eren unipersonals (32 homes vivint sols i 56 dones vivint soles), 80 parelles sense fills, 60 parelles amb fills i 20 famílies monoparentals amb fills.
La població ha evolucionat segons el següent gràfic:
Habitants censats

### Habitatges
El 2007 hi havia 357 habitatges, 258 eren l'habitatge principal de la família, 54 eren segones residències i 45 estaven desocupats. 350 eren cases i 4 eren apartaments. Dels 258 habitatges principals, 203 estaven ocupats pels seus propietaris, 53 estaven llogats i ocupats pels llogaters i 2 estaven cedits a títol gratuït; 3 tenien una cambra, 16 en tenien dues, 35 en tenien tres, 61 en tenien quatre i 142 en tenien cinc o més. 224 habitatges disposaven pel capbaix d'una plaça de pàrquing. A 124 habitatges hi havia un automòbil i a 100 n'hi havia dos o més.

### Piràmide de població
La piràmide de població per edats i sexe el 2009 era:
| Homes | Edats   | Dones |
| ----- | ------- | ----- |
| 0     | 95 o +  | 8     |
| 8     | 90 a 94 | 24    |
| 4     | 85 a 89 | 8     |
| 12    | 80 a 84 | 20    |
| 16    | 75 a 79 | 32    |
| 16    | 70 a 74 | 24    |
| 36    | 65 a 69 | 40    |
| 24    | 60 a 64 | 16    |
| 24    | 55 a 59 | 20    |
| 12    | 50 a 54 | 16    |
| 0     | 45 a 49 | 12    |
| 24    | 40 a 44 | 4     |
| 8     | 35 a 39 | 16    |
| 32    | 30 a 34 | 4     |
| 12    | 25 a 29 | 24    |
| 8     | 20 a 24 | 4     |
| 8     | 15 a 19 | 16    |
| 8     | 10 a 14 | 8     |
| 16    | 5 a 9   | 16    |
| 16    | 0 a 4   | 16    |

## Economia
El 2007 la població en edat de treballar era de 304 persones, 221 eren actives i 83 eren inactives. De les 221 persones actives 198 estaven ocupades (110 homes i 88 dones) i 23 estaven aturades (11 homes i 12 dones). De les 83 persones inactives 35 estaven jubilades, 23 estaven estudiant i 25 estaven classificades com a «altres inactius».

### Ingressos
El 2009 a Château-Garnier hi havia 246 unitats fiscals que integraven 532 persones, la mediana anual d'ingressos fiscals per persona era de 14.870 €.

### Activitats econòmiques
Dels 22 establiments que hi havia el 2007, 2 eren d'empreses alimentàries, 1 d'una empresa de fabricació d'altres productes industrials, 8 d'empreses de construcció, 2 d'empreses de comerç i reparació d'automòbils, 1 d'una empresa d'hostatgeria i restauració, 4 d'empreses de serveis, 3 d'entitats de l'administració pública i 1 d'una empresa classificada com a «altres activitats de serveis».
Dels 12 establiments de servei als particulars que hi havia el 2009, 1 era un taller de reparació d'automòbils i de material agrícola, 1 paleta, 1 guixaire pintor, 2 fusteries, 2 lampisteries, 1 empresa de construcció, 1 perruqueria i 3 veterinaris.
L'únic establiment comercial que hi havia el 2009 era una fleca.
L'any 2000 a Château-Garnier hi havia 32 explotacions agrícoles que ocupaven un total de 2.185 hectàrees.

## Equipaments sanitaris i escolars
El 2009 hi havia una escola elemental.

## Poblacions més properes
El següent diagrama mostra les poblacions més properes.